# Libro macchiato
Il Libro macchiato (An Leabhar Breac in gaelico), conosciuto anche come Leabhar Mór Dúna Doighre ("Grande libro di Dun Doighre") e Leabhar Breac Mic Aodhagáin ("Libro macchiato dei Mac Aodhagáin"), è un manoscritto in medio irlandese e iberno-latino del XIV secolo, attribuito a Murchadh Ó Cuindlis oggi conservato alla Royal Irish Academy al catalogo RIA MS 23 P 16 o 1230.
L'intero contenuto del manoscritto è composto da soggetti religiosi, ad eccezione del c.d. "Glossario di Cormac" e di una storia di Filippo II di Macedonia e di Alessandro Magno. I testi religiosi sono invece diverse "Vite" di Santi (San Patrizio, San Colombano, Santa Brigida d'Irlanda, San Celestino d'Irlanda e San Martino), la più antica versione del "Martirologio di Oengo", la "Regola di Céli Dé", la "Visione di Mac Conglinne", una versione della "Visione di Adamnano", il "Salterio di Quatrains", il "Vangelo di Nicodemo", il Amra Choluim Chille, un inno mariano e vario altro materiale.